# Савона
Савона (італ. Savona, на лігурійському діалекті Sàn-na, ліг. Sann-a) — місто на півночі Італії в області Ліґурія, адміністративний центр провінції Савона, порт на Середземному морі.
Савона розташована на відстані близько 430 км на північний захід від Рима, 38 км на захід від Генуї.
Населення — 61 529 осіб (2014).

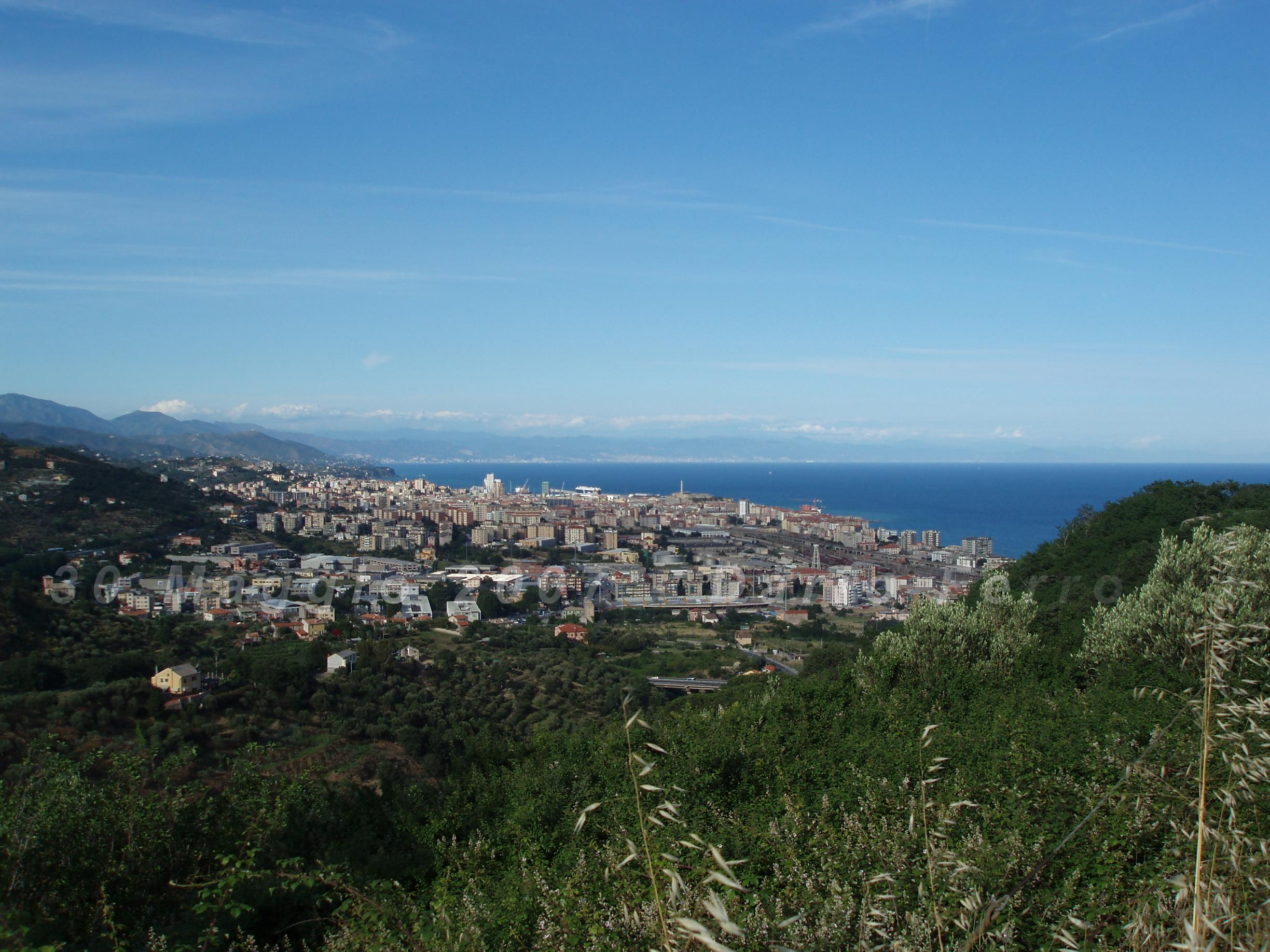

Щорічний фестиваль відбувається 18 березня. Покровителька — Матір Божа Милосердя (N.S. della Misericordia).

## Символ міста

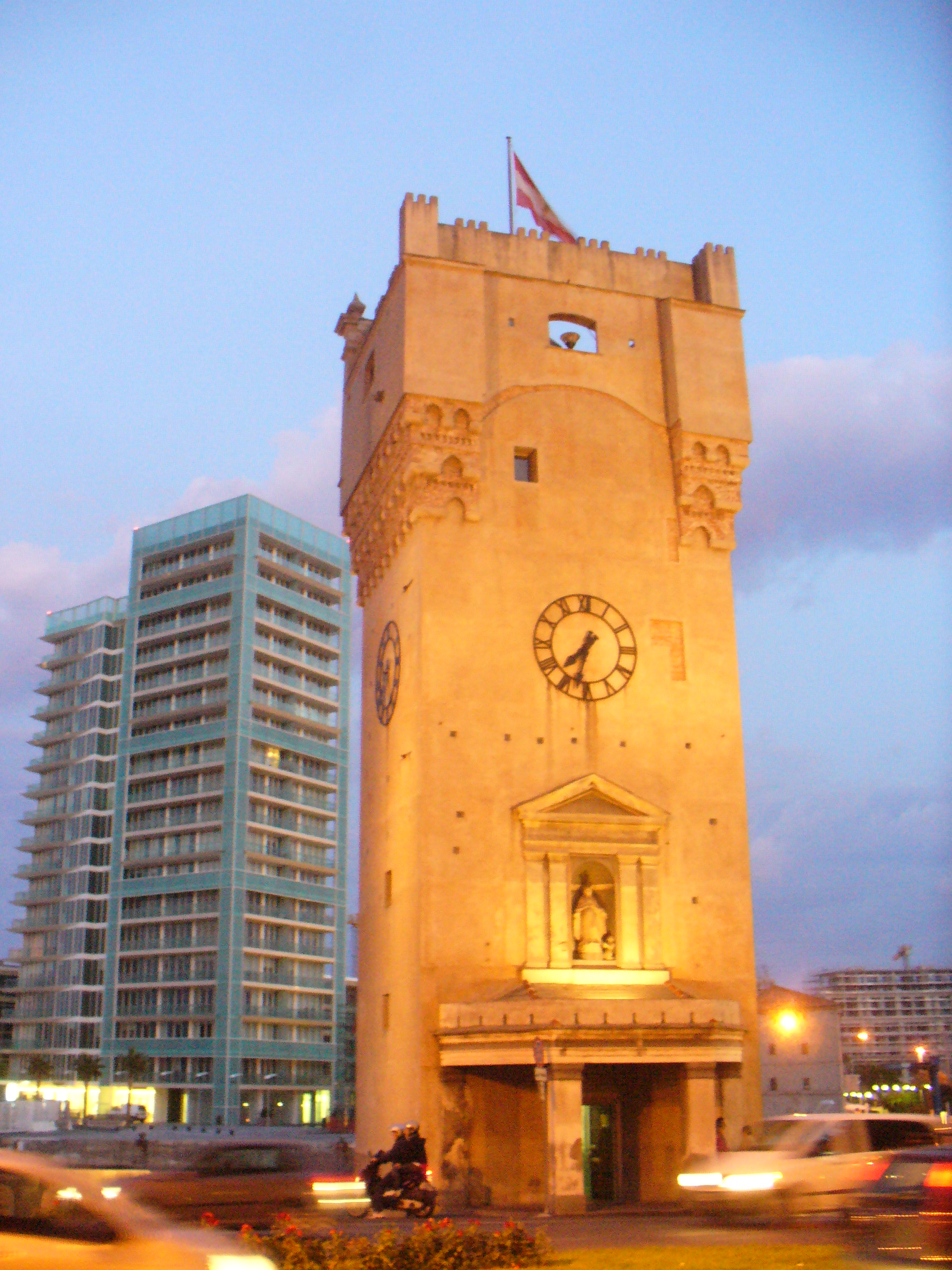
Портова вежа Леон Панкальдо

Символом міста Савона обрали вежу Леон Панкальдо, побудовану ще у 14 столітті. Це залишки колишньої портрової фортеці.

## Історія

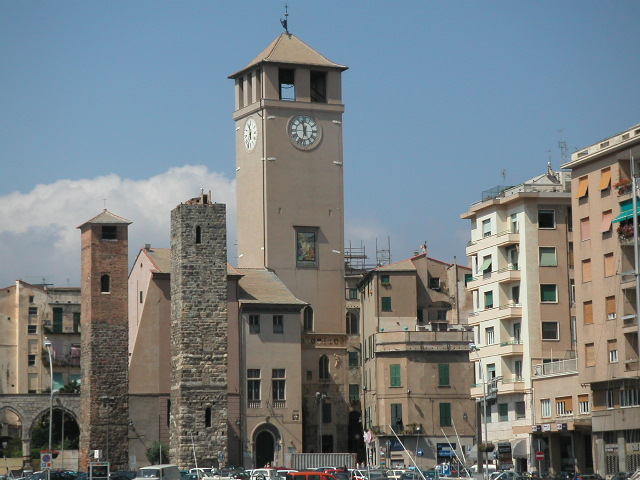
Залишки історичної забудови Савони.

Осада, яка називалася Саво існувала вже в середині бронзової доби. Була розташована на пагорбі Пріамар, недалеко від гирла гірської річки під назвою Левіанола. Вже під час Другої Пунічної війни, карфагеняни зміцнили історичний центр Лігурі Сабаці як альтернативу Римській Генуї. Близько 180 р. до н. е. Рим був у змозі підкорити собі місто і назвав його Саво Оппідум Альпінум. Але в часи Римської імперії Савона не раз намагалися захопити ролі головного порту Лігурії, що належав Генуї.
З падінням Римської імперії, після п'ятого століття місто було зруйноване вторгненням герулами і готами. Після готичної війни, було підпорядковане Візантійській імперії, що призвело до короткочасного відродження, яке тривало до 641 року, коли місто було завойовано королем лангобардів Ротарі. Потім Савона стала частиною Королівства лангобардів, у складі герцогства Лігурійського, зі столицею в Генуї. Сприятливо на розвиток міста подіяв збудований ірландськими ченцями монастиря Лодізіо. Потім, вже під владою короля франків Карла Великого, місто стало центром округу і відновило торгівлю на морі. У роках 1131—1191 місто було частиною Маркграфства Савона, яким керував Алемарічі, а пізніше Салуццо і Монферрато.
Після запеклих війн з сарацинами, протягом яких були зведені ряд оборонних веж, 10 квітня 1191 Савона стала вільним містом. В одинадцятому столітті Савона спочатку була в союзі з морською республікою Генуя. З тринадцятого століття місто стало незалежним муніципалітетом в союзі з Генуєю. Найвищий економічний розвиток припав в той період, в якому були обрані до папства з сім'ї Делла Ровере — папа Сікст IV (1471—1484) і папа Юлій II (1503—1513), які підтримували місто щедрими пожертвами.
У 1528 місто було повністю завойовано генуезькими правителями Андреа Доріа і Антоніотто II Адорно. На додаток до численних жертв був зруйнований древній акрополь з сусіднього собору Санта-Марія-ді-Кастелло та інші будівлі і церкви, а також більшість оборонних веж. Найбільшою катастрофою було знищення морського порту, який на початку чотирнадцятого століття він був одним з п'яти найбільших портів Середземномор'я, беручи великі торгові судна. У 1543 генуезці зміцнили оборонні мури. Нова фортеця зайняла місце старого собору, а його найвідомішим в'язнем був Джузеппе Мадзіні.
У вісімнадцятому столітті місто відновило свою діяльність на морі. З процвітаючої торгівлі Савона збагатилася новими творами мистецтва, побудовано нові палаци, будинки та церкви.
У 1796 році місто було окуповане військами Наполеона Бонапарта, під керівництвом генерала Лагарпа. У роки 1809—1812 в Савоні був поміщений у в'язницю папа Пій VII. Савона була столицею французького департаменту Монтенотте або № 108. У 1815 році Віденський конгрес схвалив анексію Лігурійської Республіки до Королівства Сардинія, у складі якої 17 березня 1861 Савона стала частиною новоствореного Королівства Італії.
У 1853 р. відкрилася нова будівля міського театру, якого нарекли ім'ям знаменитого савонця Габріелла Кьябрера. З початком індустріалізації Савона розвинулася в великий металургійний центр.
Під час Другої світової війни, місто пережило масоване бомбардування з повітря через наявність військової промисловості і порту, що викликало серйозні знищення, особливо в найстарішій частині в районі порту. 14 червня 1940 було особливо інтенсивне бомбардування французьким флотом. Більше ніж п'ятсот артилерійських снарядів вистрілено в напрямку Савони, яку сміливо, але безуспішно захищала берегова батарея і збройний поїзд, що був дислокований в Альбісола Суперіоре. Місто було нагороджено орденами за жертви своїх людей і їх діяльність в партизанській боротьбі у Другій світовій війні.

## Економіка
Важливе місце в економіці міста має порт та перевезення вантажів, адже через Савону йдуть шляхи до П'ємонту та Ломбардії.
Савона — круїзний термінал. Кількість туристів влітку сягає позначки 2.000.000, взимку — до 1.000.000. Аби зробити привабливим круїзний термінал, була реалізована його реконструкція (проєкт — Рікардо Боффіл, архітектор з Каталонії).

## Культура

### Музеї міста

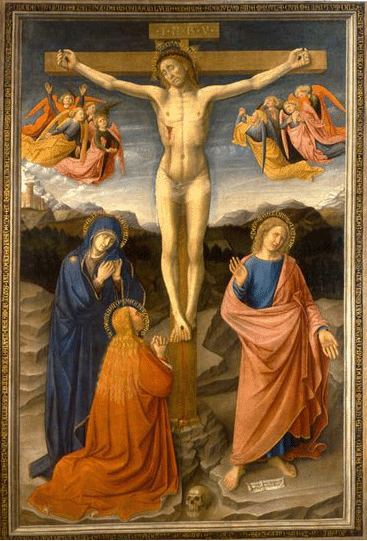
Донато де Барді, Розп'яття, Пінакотека Цивіка

- Пінакотека Цивіка. Музейна колекція складається 
  - з археології та історичних пам'яток
  - твори мистецтва, серед яких живопис, скульптура, невелика кількість творів доби Відродження (Розп'яття художника Донато де Барді), доби бароко, керамічні вироби місцевих мануфактур, що мали європейську славу.
  - мистецтво 20 століття, переважно живопис, серед яких -
- Пабло Пікассо
- Філіппо де Пізіс
- Массімо Кампільї
- Джорджо де Кіріко
- Хуан Міро (або Жуан Міро)
- Рене Магріт
- Ман Рей та інші.

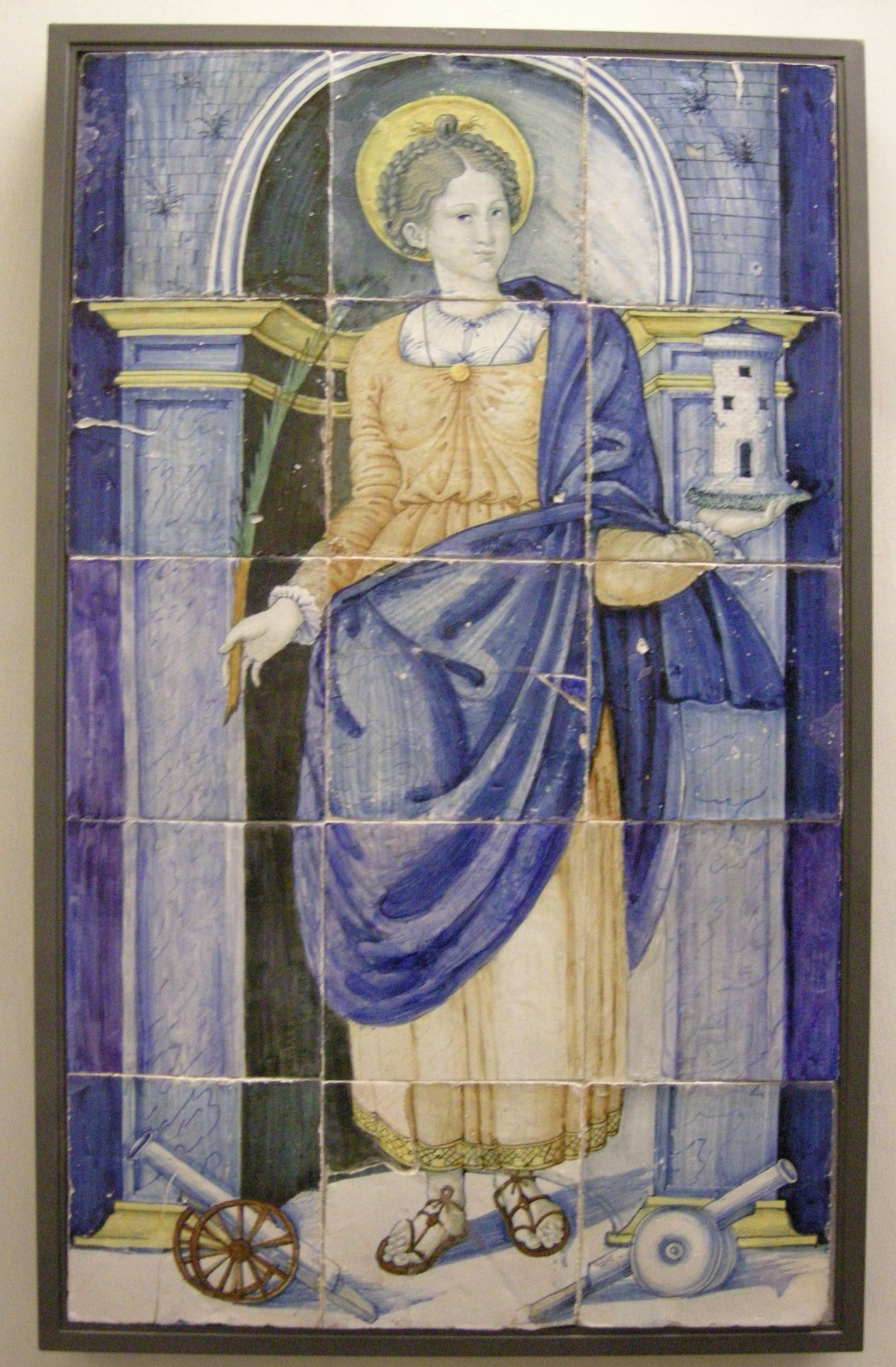
Савона, кахлі з зображенням Св.Барбари, 1530 р.
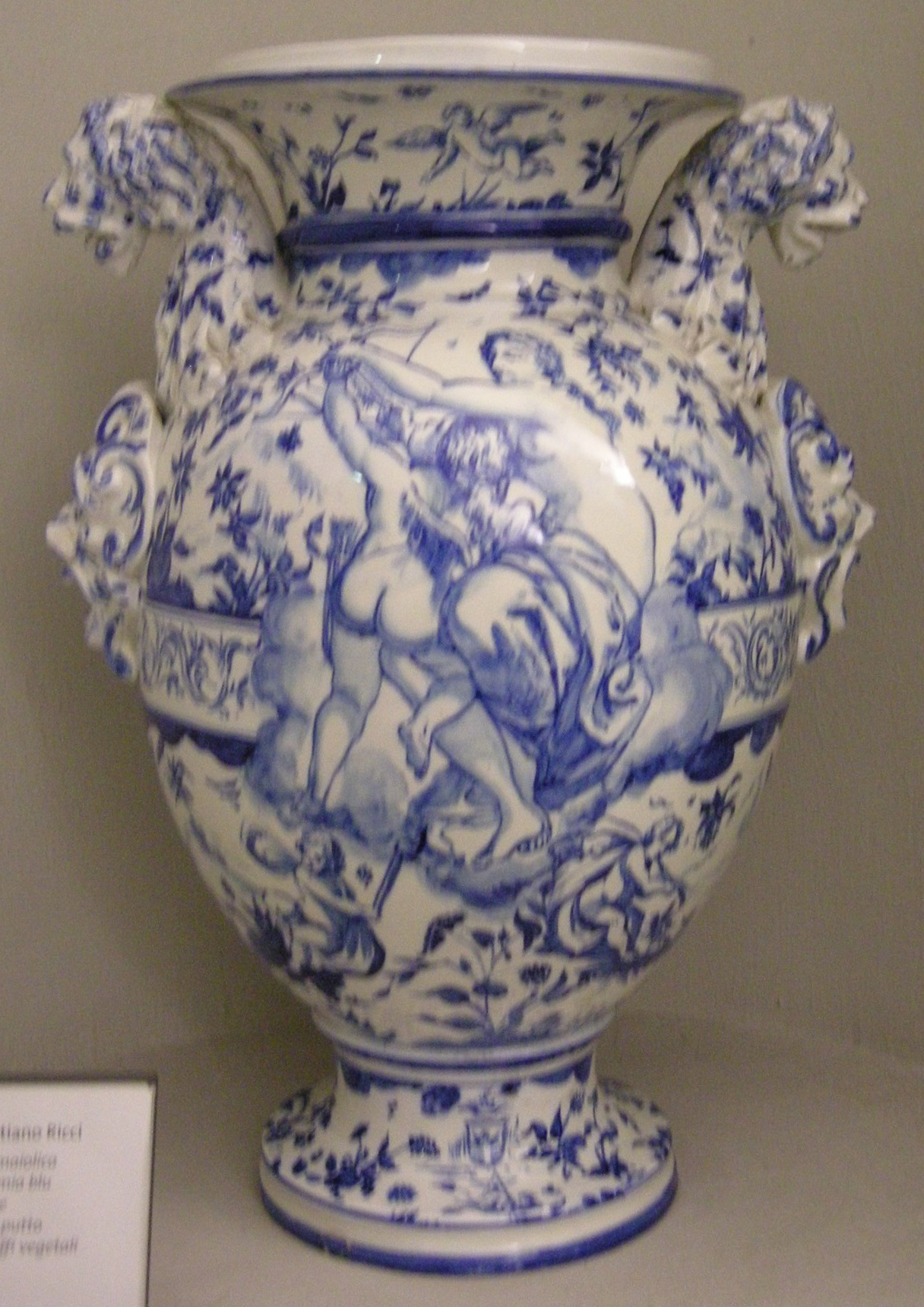
Савона мануфактура Себастьяно Річчі, аптечна ваза
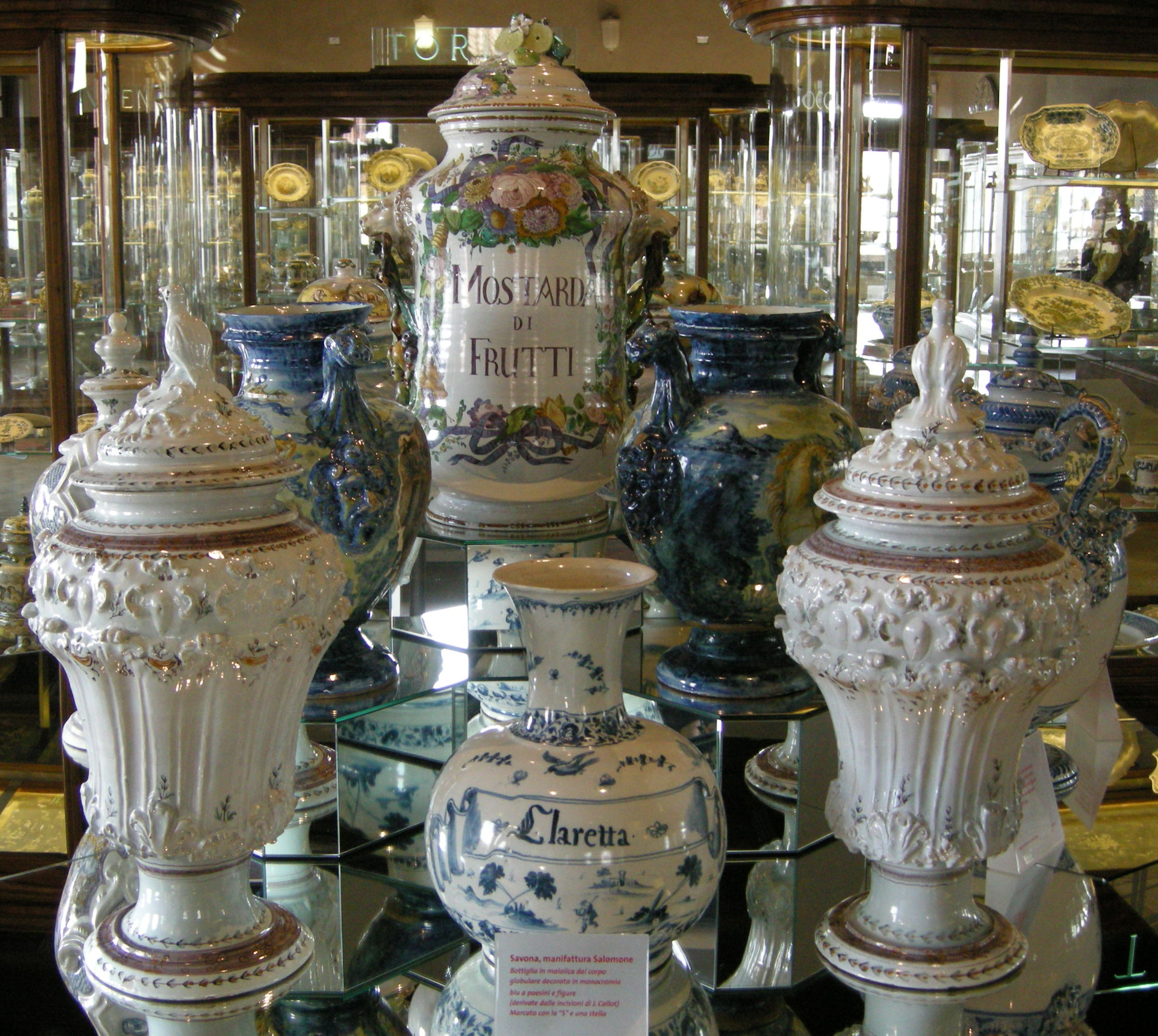
Савона, мануфактура Соломоне, майолікові вироби

- Музей Сандро Пертіні. Він колекціонер, що передав свою збірку місту. Головним чином представлені твори 20 століття, що доповнюють колекцію сучасного мистецтва Пінакотеки Цивіко та розширюють уяву про мистецтво доби творами, де є -
- Ренато Гуттузо
- Франческо Мессіна
- Джорджо де Кіріко
- Маріо Сіроні
- Джорджо Моранді та інші.
- Музей Ренато Кунео. Це уродженець Савони, скульптор, що передав свої твори місту. Музей розташований у бастіоні Сан Бернардо 17 століття.
- Галерея Єпископальної семінарії. Це збірка релігійних предметів та картин біблійної тематики. Серед майстрів переважають твори митців провінції Лігурія -
- Джованні Бенедетто Кастільйоне
- Антоніо Траві
- Джованні Баттіста Карлоне
- Паоло Джеронімо Буско та інші.

### Театри

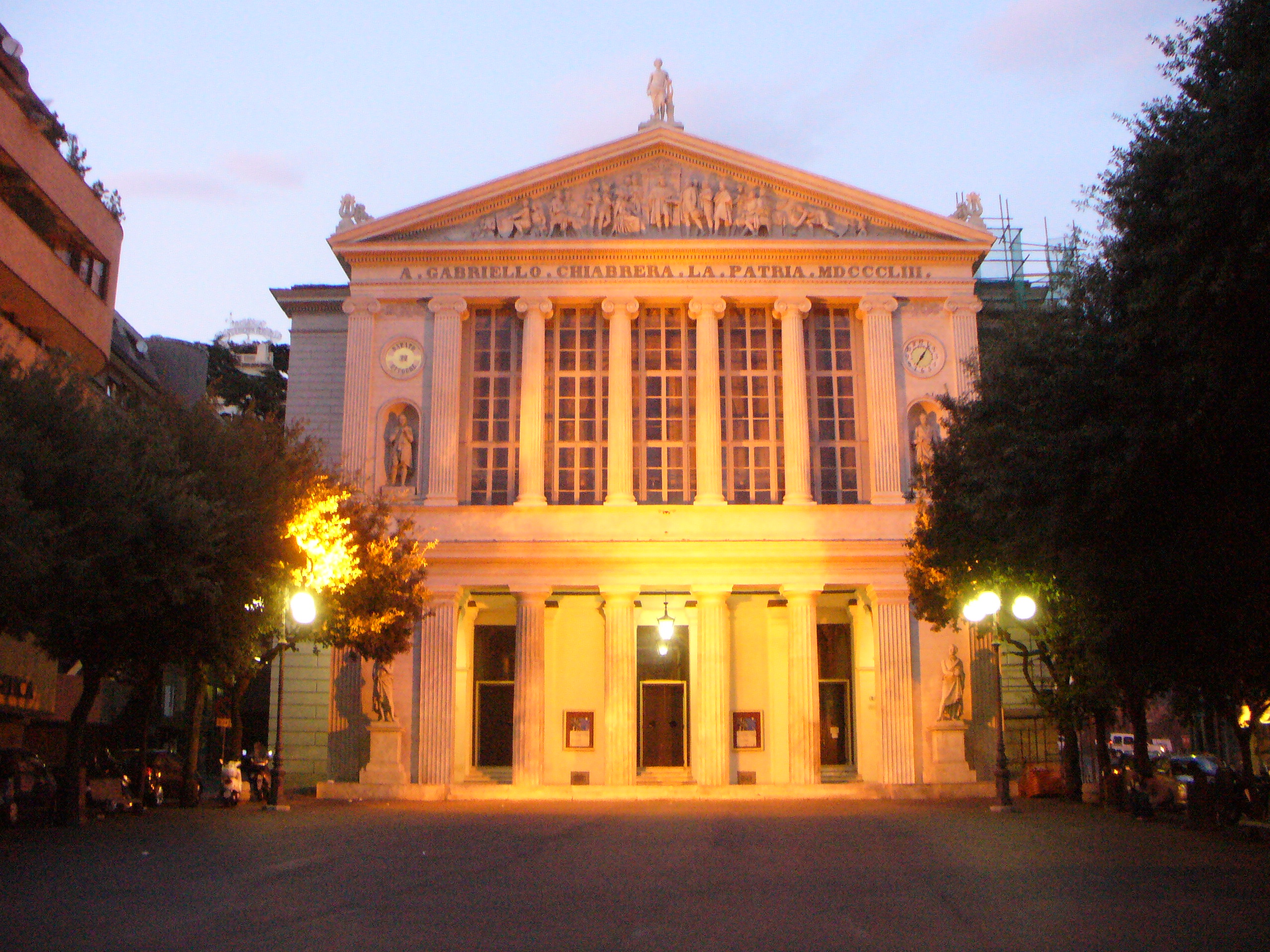
Театр Габріелло Кьябрера

- Театр Кьябрера
- Театр Дон Боско
- Театр Сакко

### Церкви міста

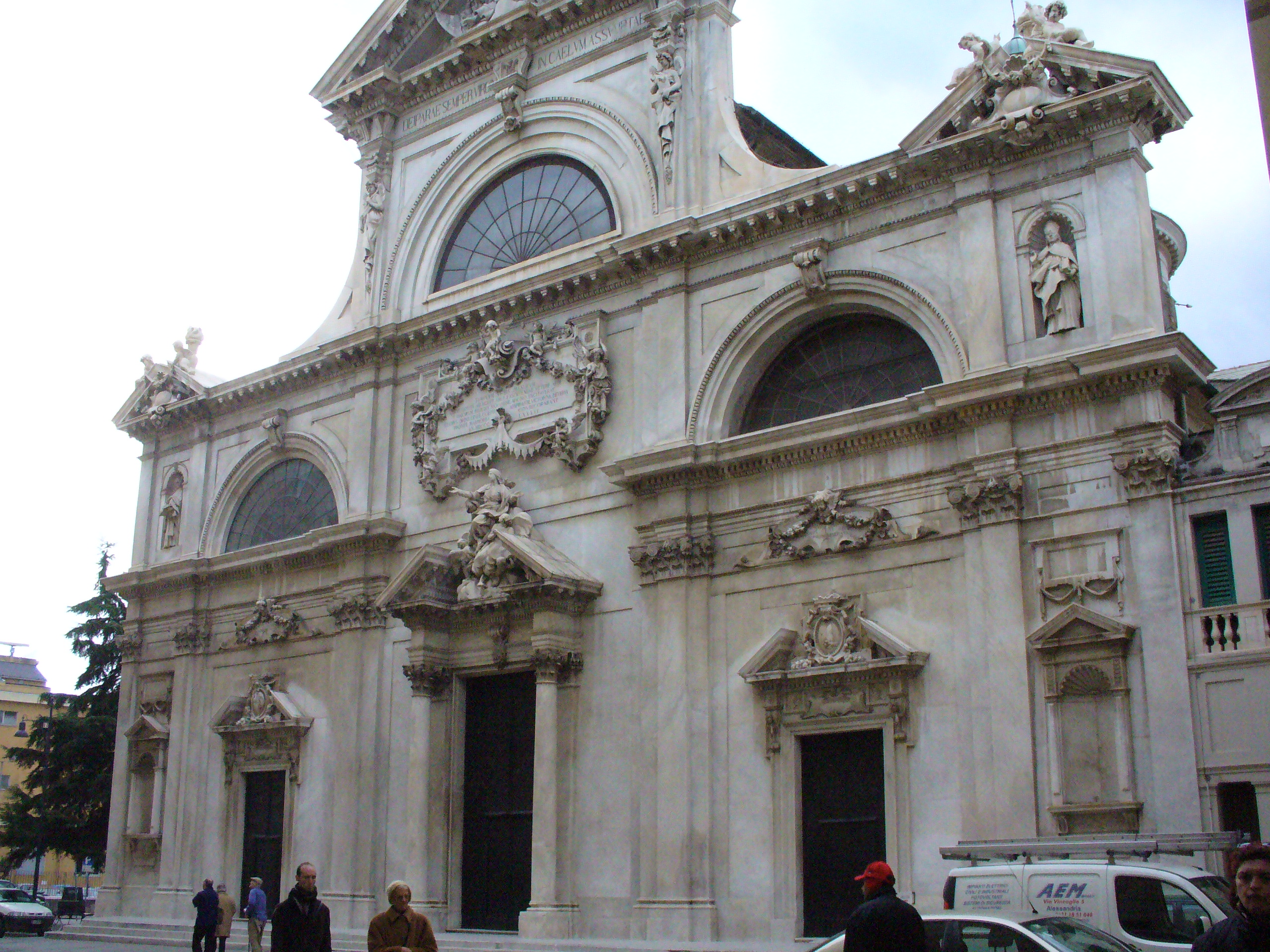
Катедральний собор Знесення Богородиці

- Катедральний собор Знесення Богородиці
- Церква Андрія Первозваного
- Церква Св. Петра
- Церква Івана Хрестителя
- Церква Санта Лючія
- Сикстинська каплиця Савони
- Чертоза ді Лорето
- Монастир і шпиталь Богородиці Милосердної (Santuario Nostra Signora della Misericordia)

### Палаци Савони
- Палаццо Делла Ровере
- Палаццо деі Павоні
- Палаццо деллі Піане
- Вілла Камб'язо

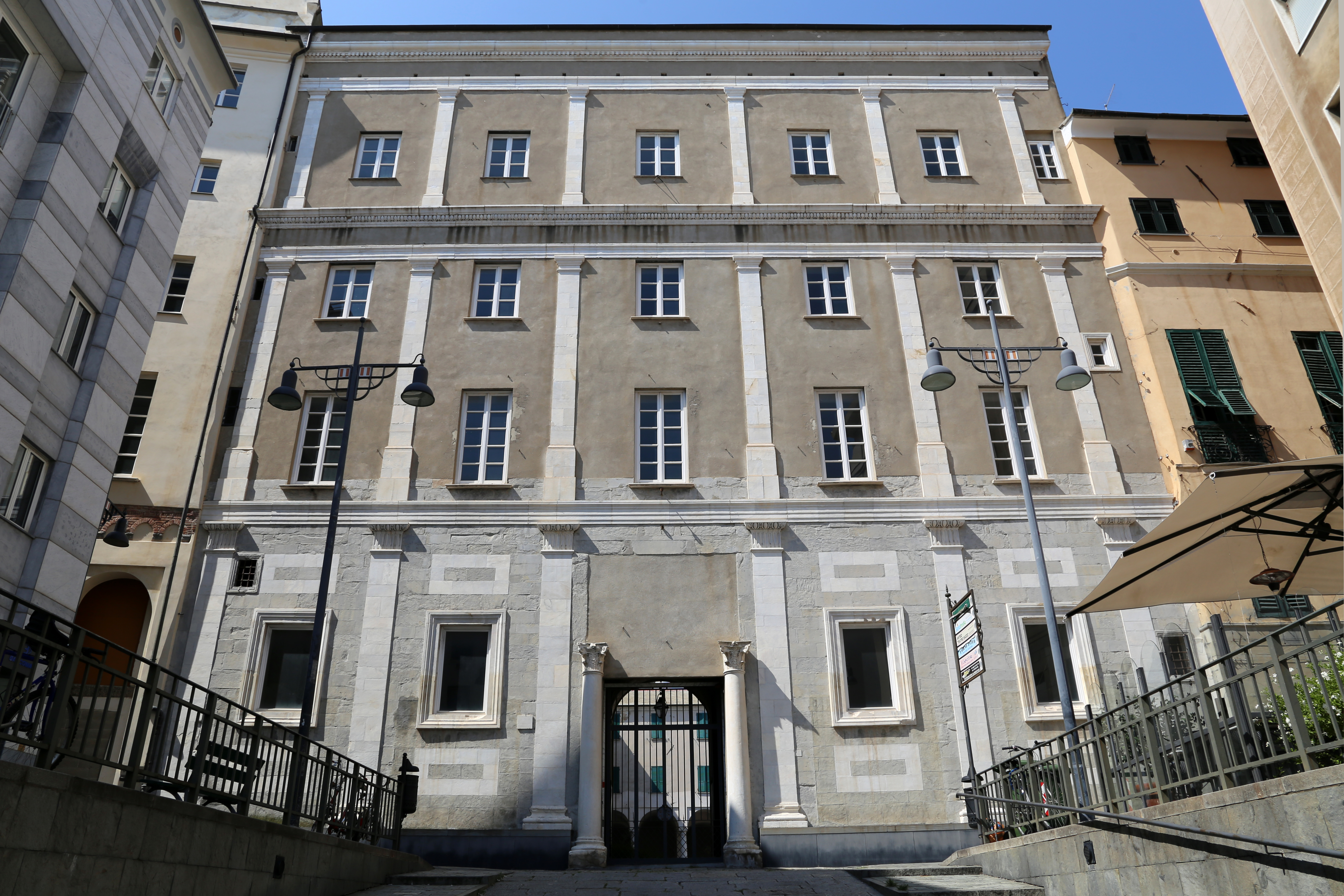
Палаццо Делла Ровере, сторона на Катедральний собор
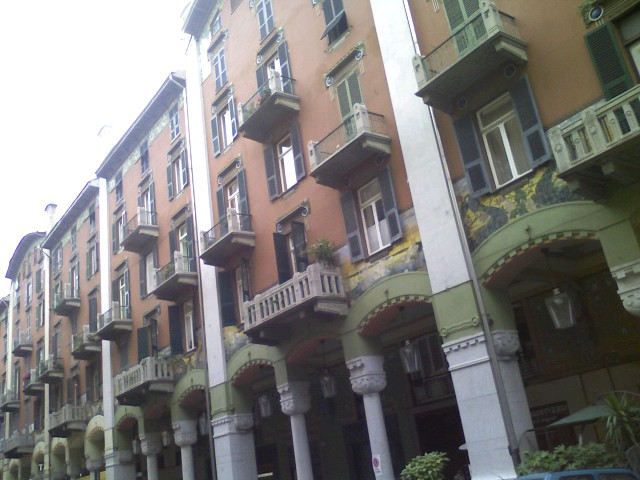
Палаццо деі Павоні

## Міста-побратими
- Маріуполь

## Демографія
Населення за роками:

Станом на 1 січня 2023 року в муніципалітеті офіційно проживало 6287 іноземців з 109 країн, серед них 761 громадянин країн Євросоюзу та 458 громадян України.

## Уродженці
- Енріко Куккі (*1965 — †1996) — італійський футболіст, півзахисник.
- Крістіан Пануччі (*1973) — італійський футболіст, захисник.
- Рінальдо Роджеро (*1891 — †1966) — італійський футболіст, нападник, згодом — футбольний тренер.

## Сусідні муніципалітети
- Альбіссола-Марина
- Альбізола-Суперіоре
- Альтаре
- Каіро-Монтенотте
- Куіліано
- Вадо-Лігуре

## Галерея зображень

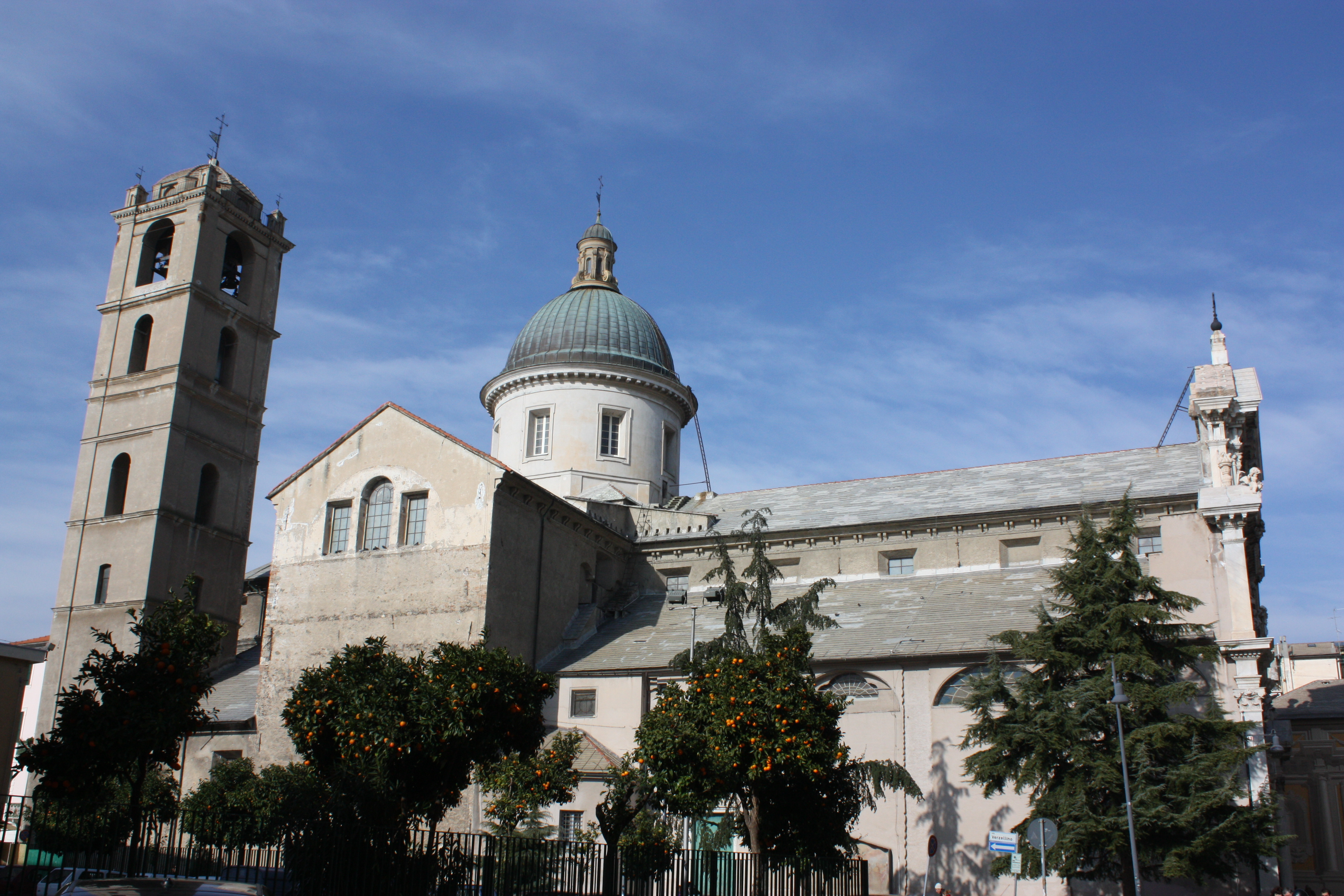
Катедральний собор Савони, бічний фасад.
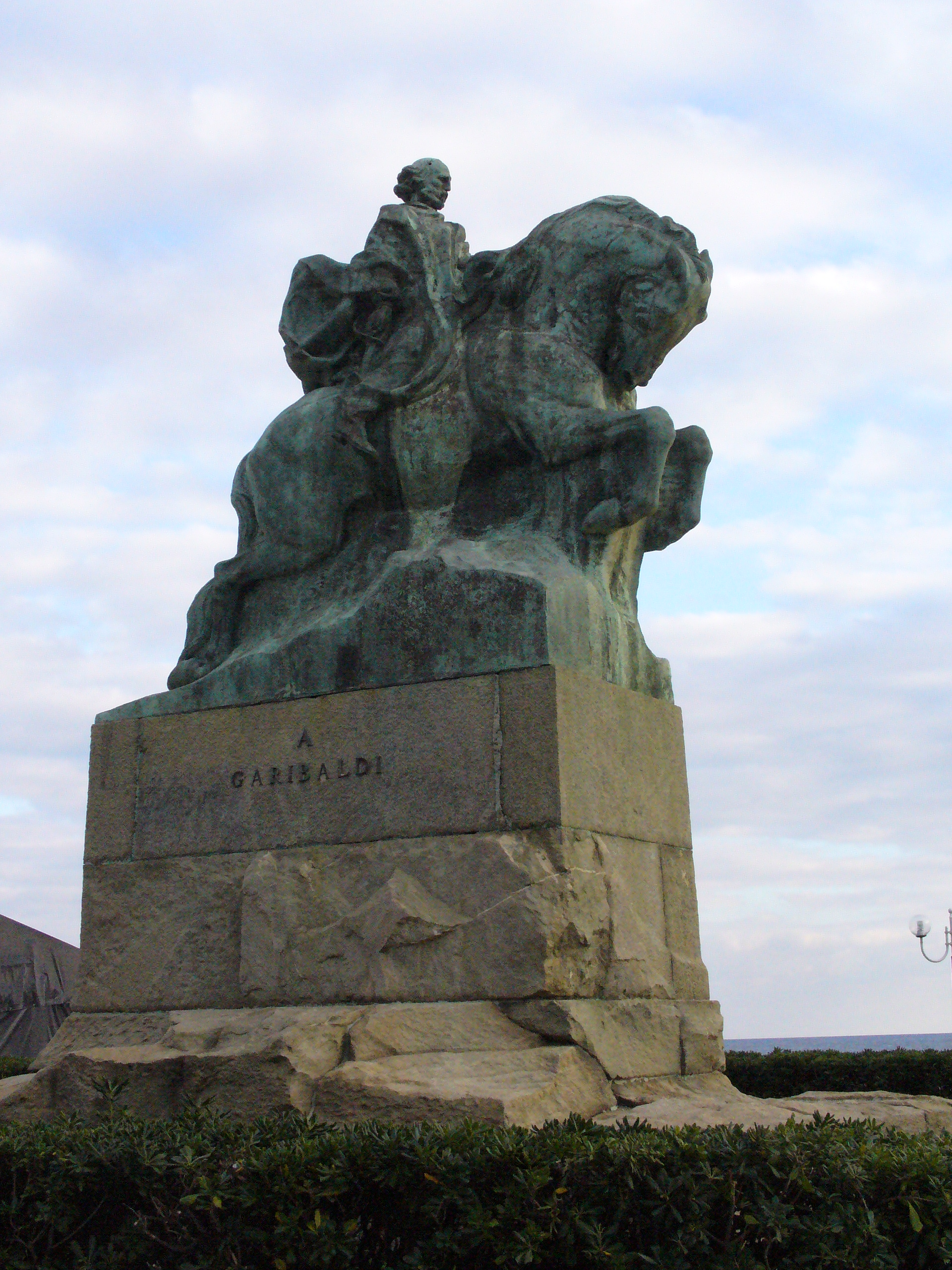
Монумент Джузеппе Гарібальді
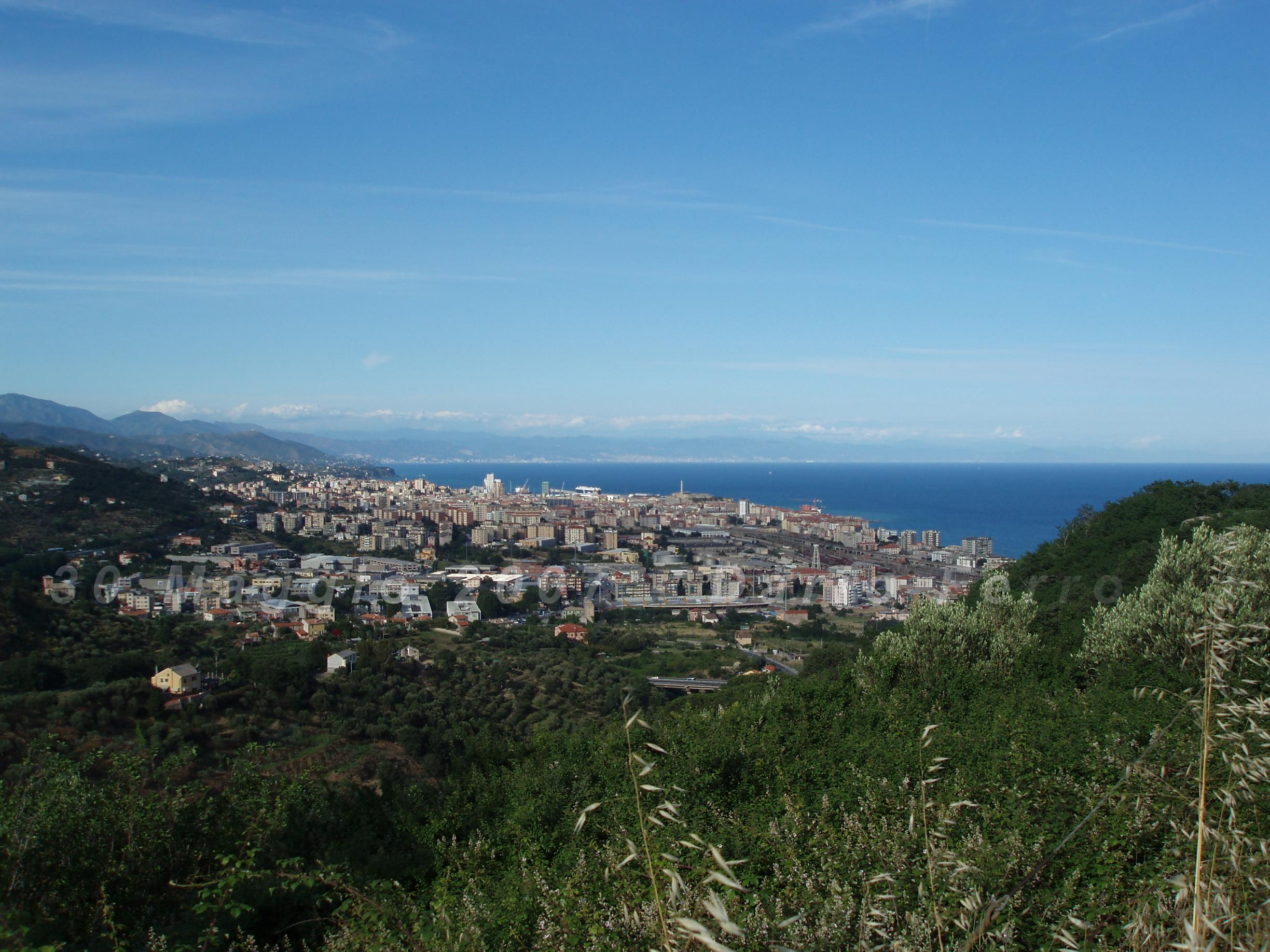
Панорама міста з гори Мадонни
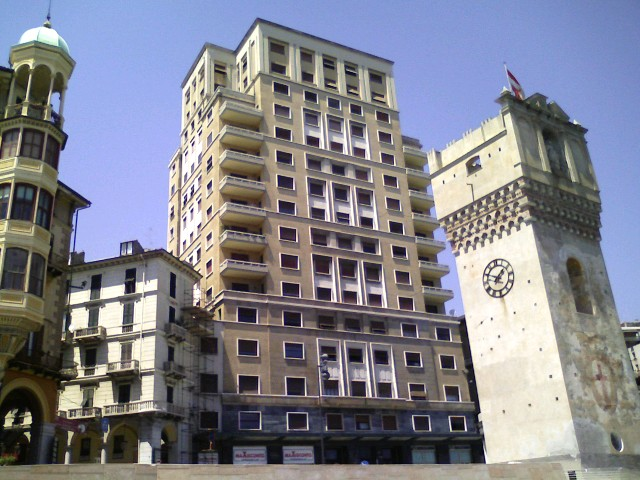
П'яцца Леон Панкальдо
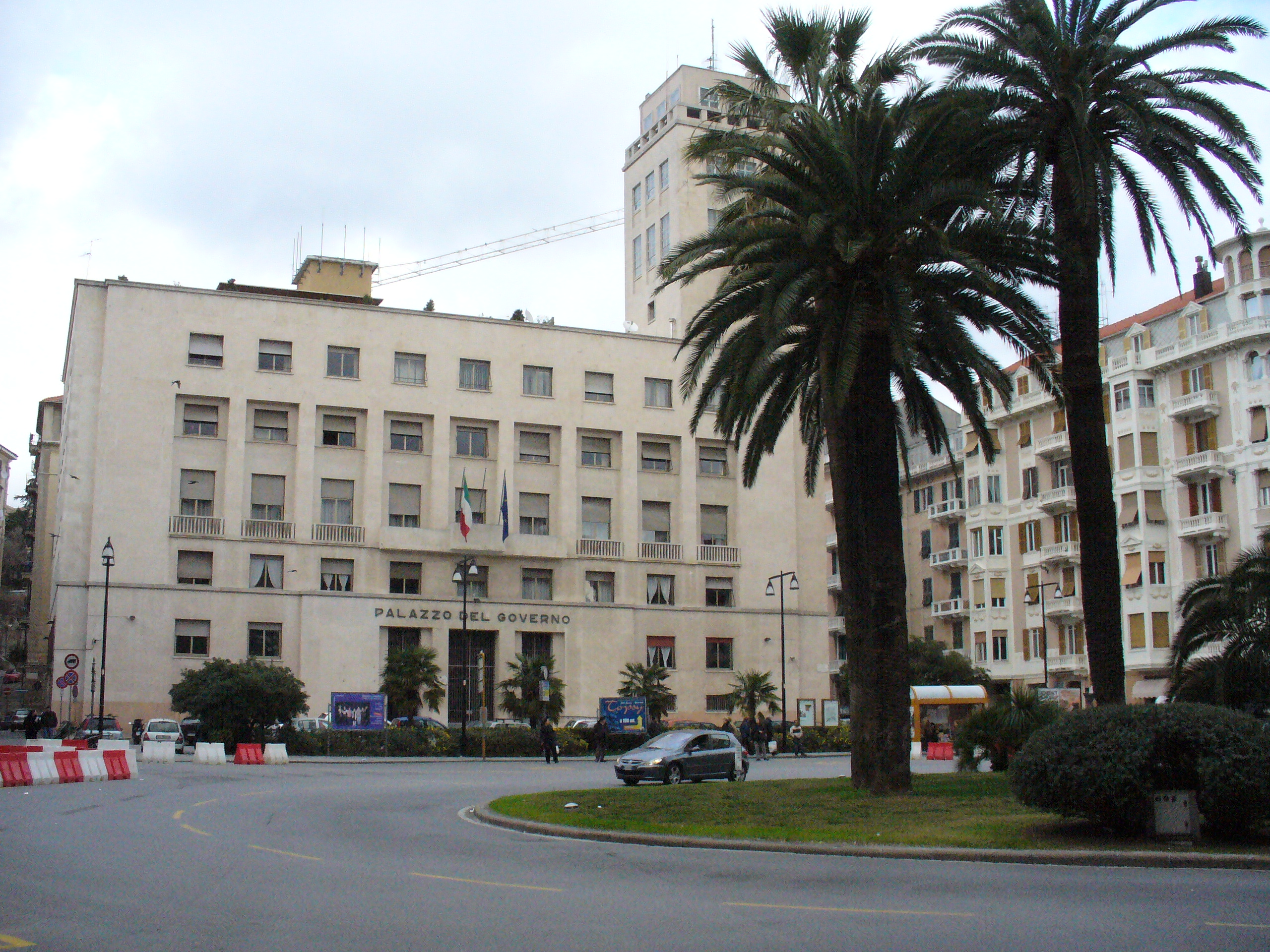
П'яцца Ауреліо Саффі і префектура
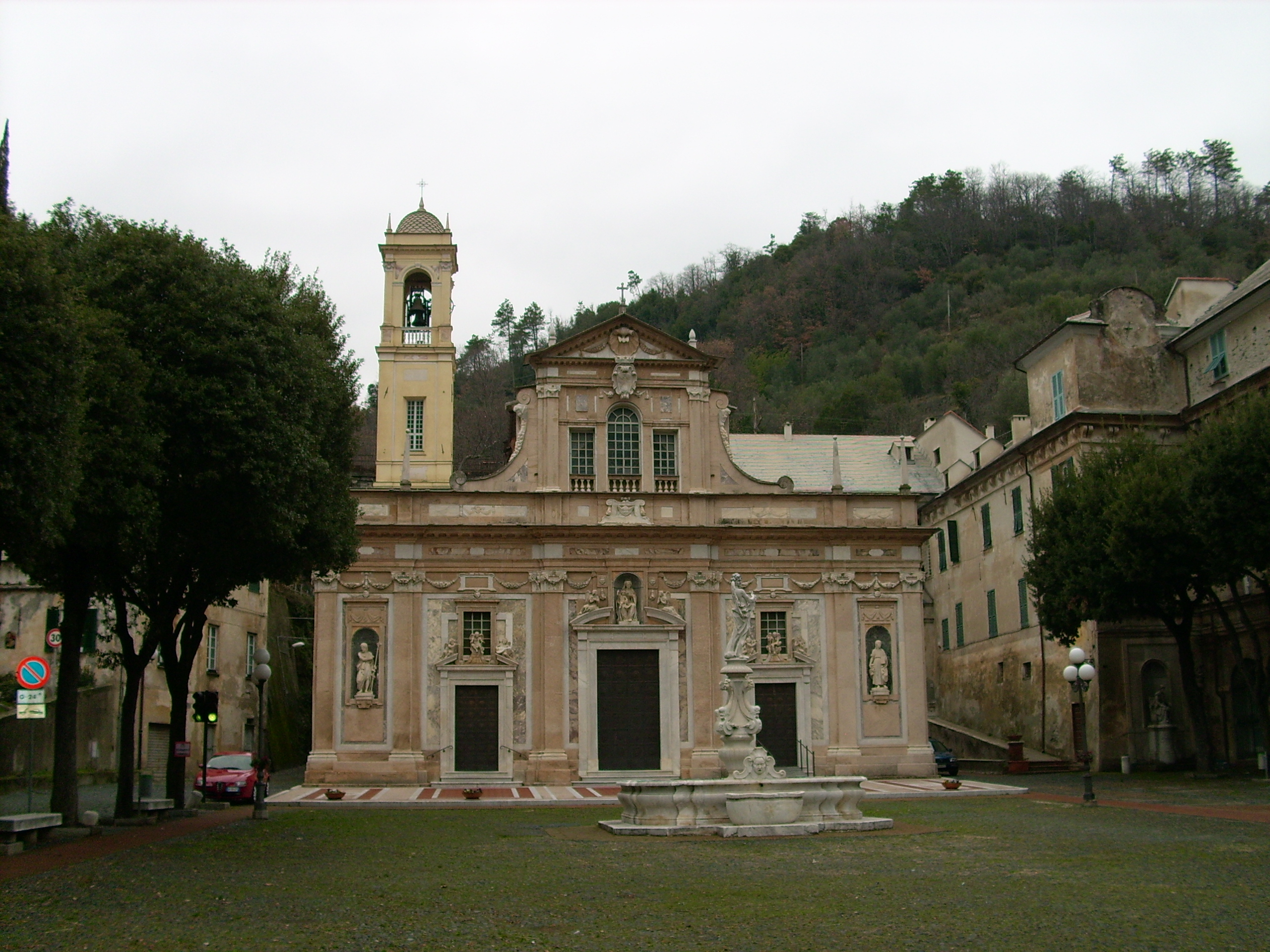
Монастир і шпиталь Богородиці Милосердної (Santuario Nostra Signora della Misericordia)
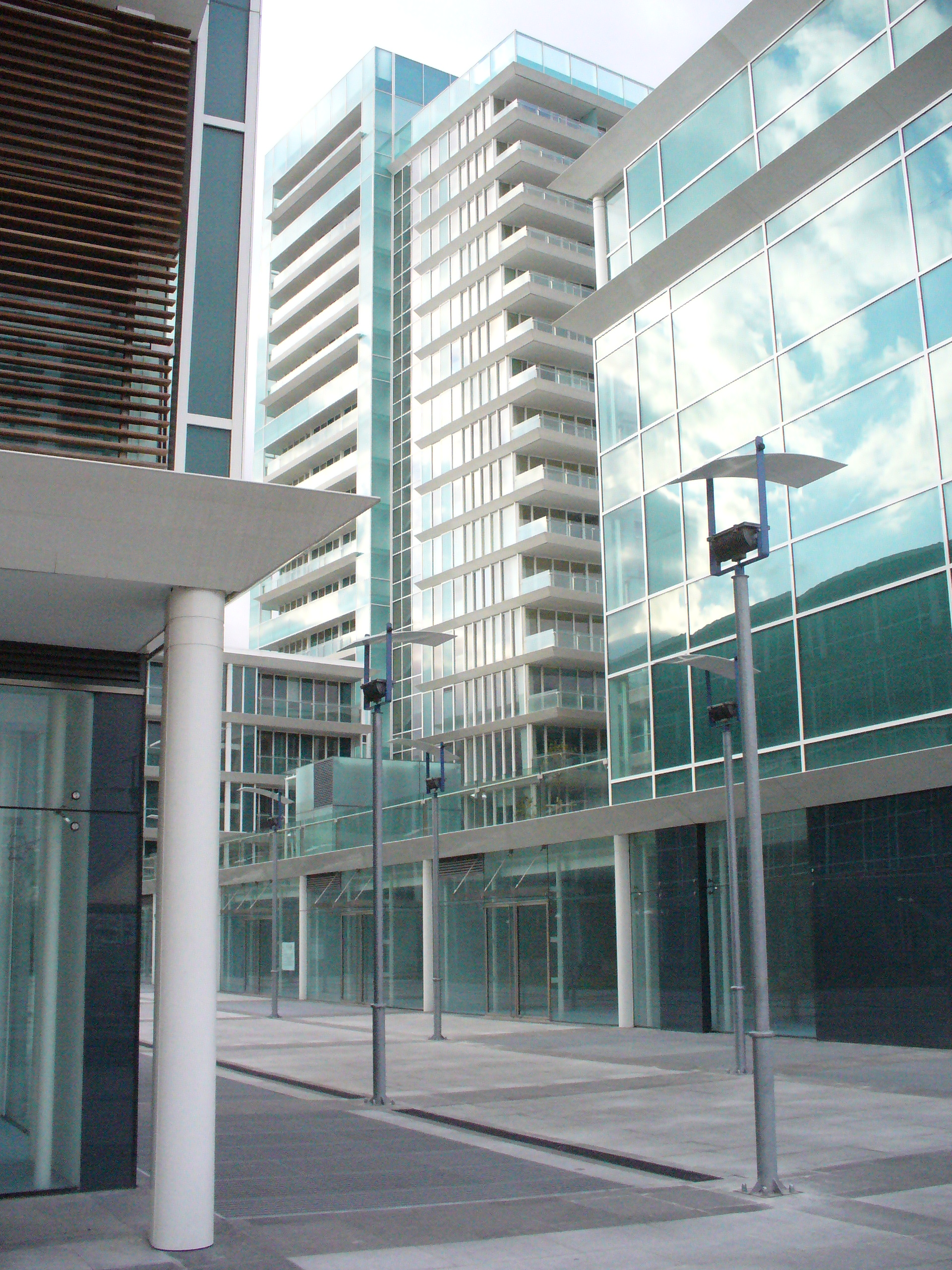
Нова забудова в районі портру
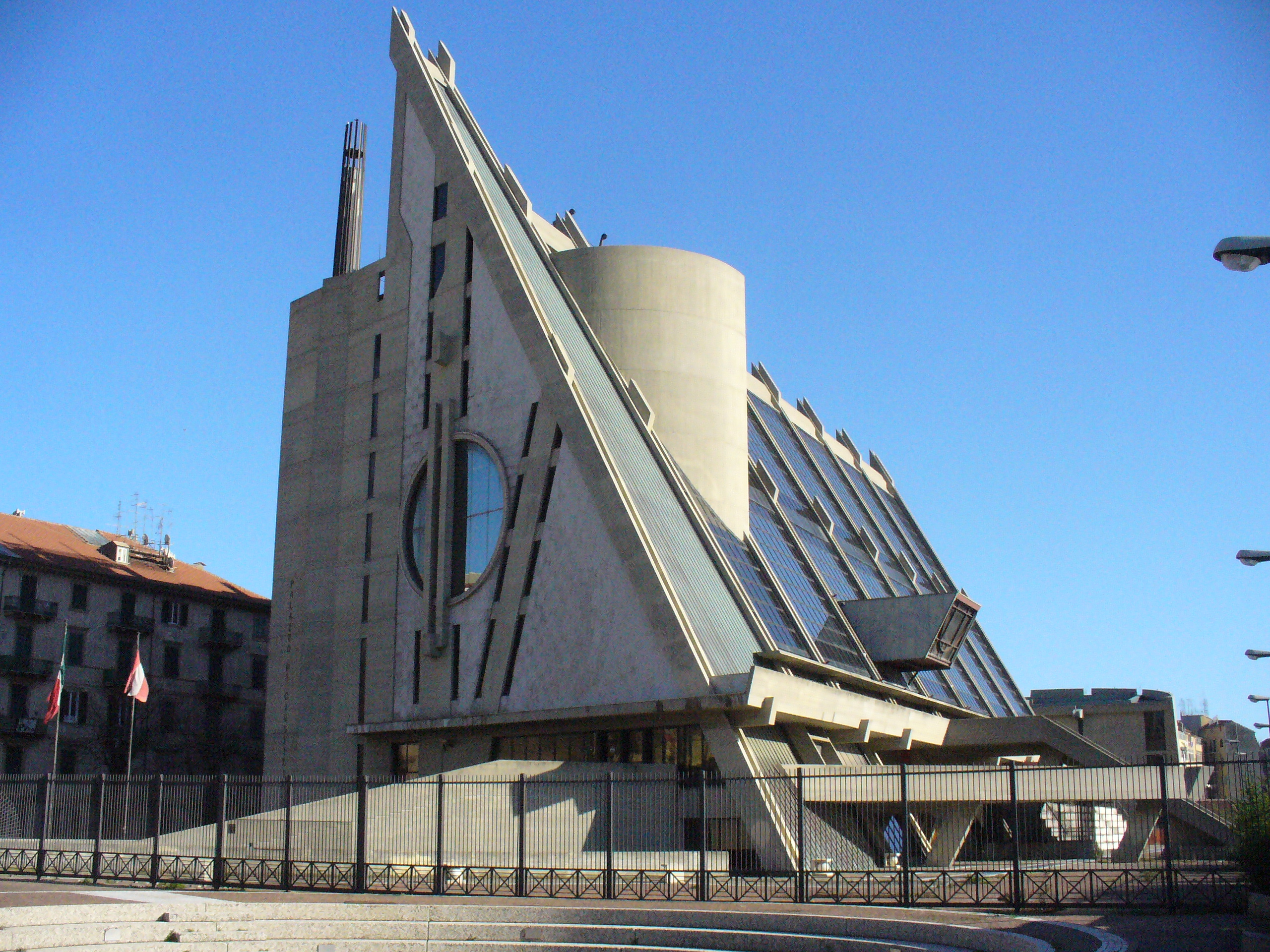
Палац Юстиції на П'яцца дель Пополо
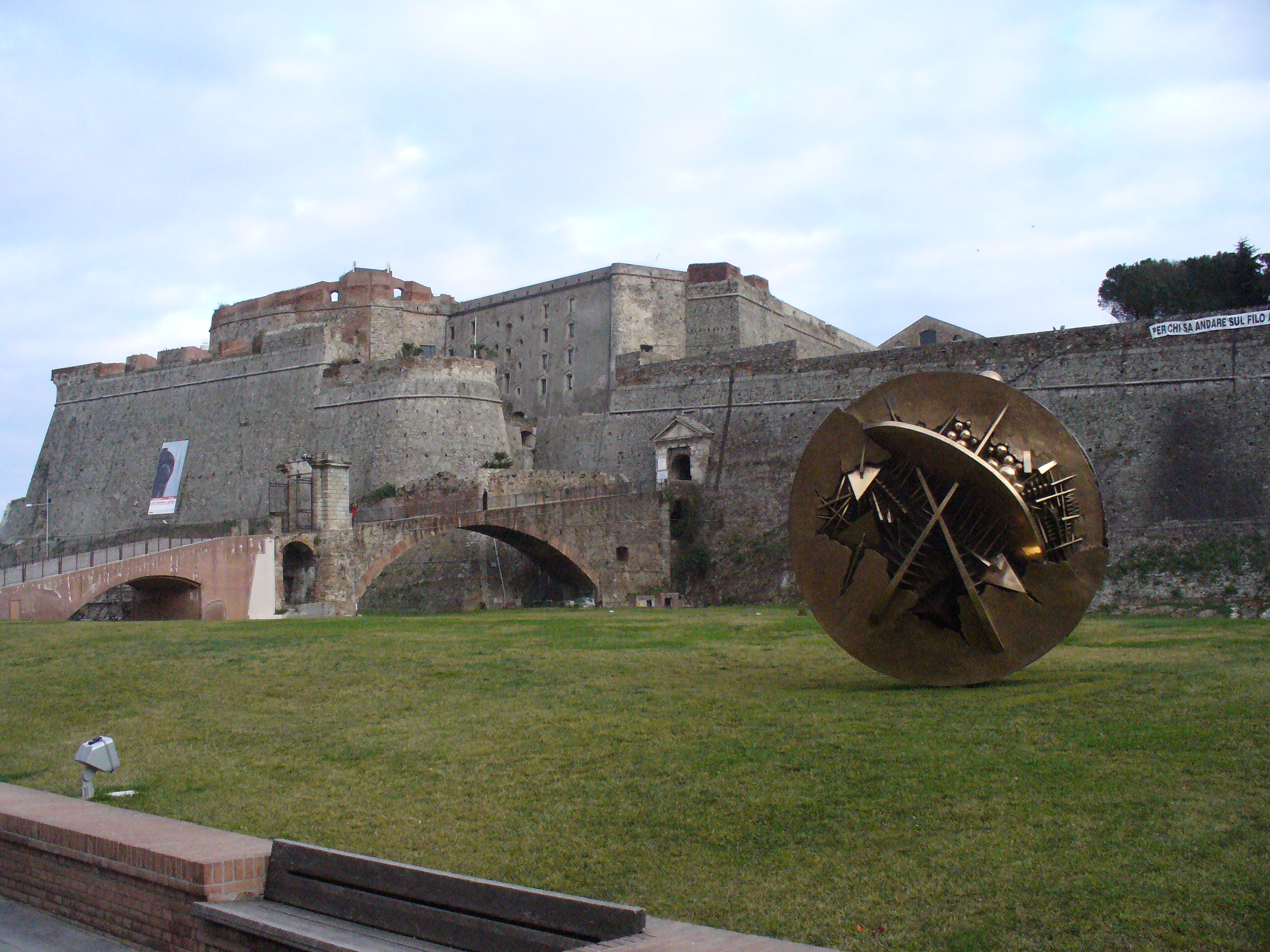
Фортеця дель Пріамар( del Priamar)